# Giorgio Calz
Giorgio Calz  (później George Calza, ur. 20 lipca 1900 w Trieście, zm. 31 marca 1970 tamże) – włoski zapaśnik walczący w stylu klasycznym. Olimpijczyk z Antwerpii 1920, gdzie odpadł w drugiej rundzie w wadze ciężkiej.
Wyemigrował do USA, wygrywał turnieje zawodowców. Nosił wówczas nazwisko George Calza. 

## Letnie Igrzyska Olimpijskie 1920
| Konkurencja             | Rundy eliminacyjne | Rundy eliminacyjne        | Klas. końcowa |
| Konkurencja             | 1/16               | 1/8                       | Miejsce       |
| ----------------------- | ------------------ | ------------------------- | ------------- |
| +82,5 kg styl klasyczny | Jan Kraus (TCH) Z  | Harald Vassbotten (NOR) P | I runda       |